# Bečváry
Bečváry é uma comuna checa localizada na região da Boêmia Central, distrito de Kolín.